# 臥龍橋
臥龍橋（がりゅうきょう）は、山形県寒河江市白岩の山形県道379号日和田松川線にある橋で、日本百名橋の1つである。かつて刎橋であったことで知られる。

## 概要
右岸には移設された白岩龍脊橋の碑と臥龍橋之碑があり、左岸には白岩隧道がある。
出羽三山の巡礼者が通る「六十里越街道」にあたり、1年間におよそ3万人が往来したという。1827年（文政2年）8月に代官の手代・相沢恭昌が担当となり、長さ43.6m、幅4.5m、両岸とも4段の刎橋が架けられ、名所となった。1858年（安政5年）に同仕様の架けかえを経て、1889年（明治22年）に木造アーチ橋に架けかえられた。なお、『白岩本郷絵図』には、刎橋とみられる橋が描かれており、文政より前に刎橋が架けられた可能性がある。

## 歴史

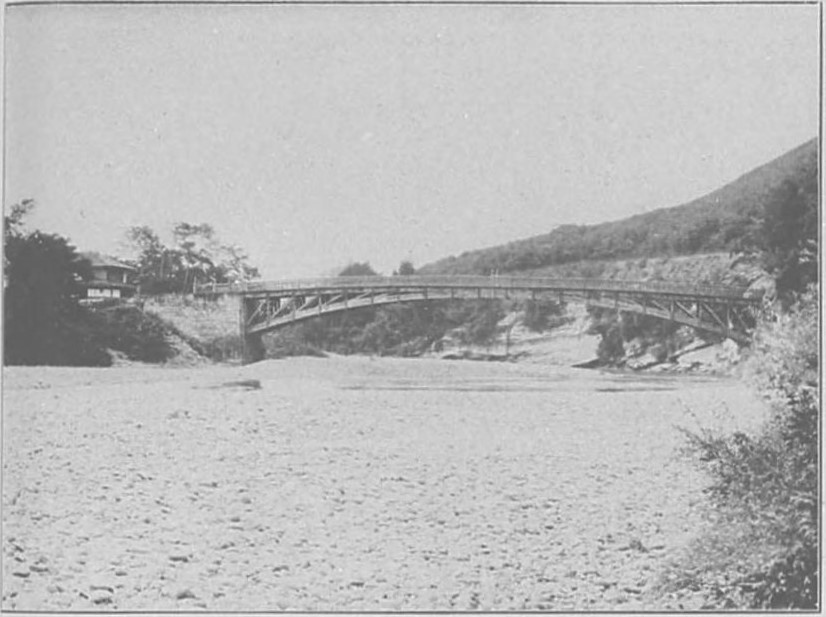
1912（明治45）年頃の臥龍橋

寒河江川の流れが速いため、橋の位置と橋名は文政の刎橋まで変動し、少なくとも13回の架け替えが行われた。また、渡船の時期もあった。
現在の橋は1937年（昭和12年）に鉄筋コンクリート製アーチ橋として架けかえられたもので、スパン長は日本国内3位だった。1968年（昭和43年）、南西側に新臥龍橋が架けられた。